# Léon Lhermitte
Pour les articles homonymes, voir Lhermitte.
Léon Lhermitte, né Léon Augustin Lhermitte le 31 juillet 1844 à Mont-Saint-Père (Aisne) et mort le 27 juillet 1925 à Paris, est un peintre et graveur naturaliste français.

## Biographie
Léon Lhermitte naît en 1844 en Picardie dans une famille cultivée mais modeste. Son père, instituteur, remarque son talent pour le dessin et l’encourage dans ce domaine. En 1863, Léon Lhermitte intègre en tant qu'élève l'École spéciale de dessin et de mathématiques, dite « Petite École » (devenue l'École nationale supérieure des arts décoratifs de Paris) sous l'enseignement d'Horace Lecoq de Boisbaudran. Puis, il entre à l'École des beaux-arts de Paris. 

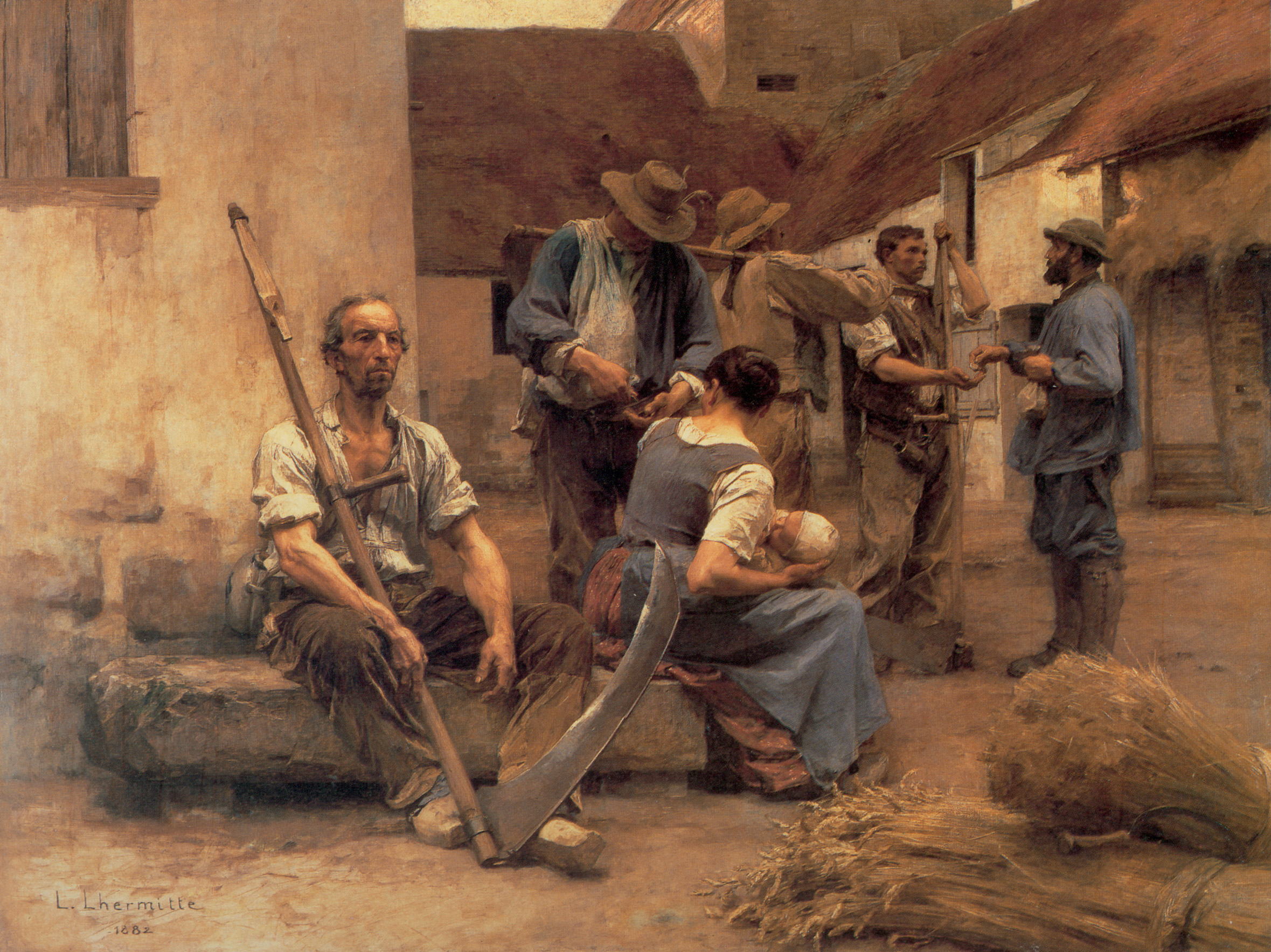
La Paye des moissonneurs (1882), Paris, musée d'Orsay.

Profondément marqué par la ruralité de sa région natale, elle sera sa principale source d’inspiration. Surnommé le « peintre des moissonneurs », ses œuvres témoignent de la vie sociale ouvrière et paysanne de son époque par des scènes de travaux champêtres ou urbains. C'est le tableau La Paie des moissonneurs (1882) qui lui apportera la notoriété et la reconnaissance de ses pairs. 
Lhermitte a bénéficié d'une carrière et d'une reconnaissance internationale. Il découvre pour la première fois l’Angleterre en 1869 où il rencontre Alphonse Legros, et retrouve ses amis Fantin-Latour et James McNeill Whistler. Dès lors, il retourne régulièrement à Londres où il vend ses œuvres par l’intermédiaire des marchands Paul Durand-Ruel et Edwin Edwards.
Il expose aux salons où il reçoit des récompenses à plusieurs reprises, et participe comme membre du jury à la deuxième Exposition internationale de blanc et noir en 1886 dans la section fusain, ainsi qu'à à l'Exposition universelle de 1900 à Paris.
Il produit six gravures pour L'Eau forte en… (1874-1881), album publié chez Alfred Cadart.
Il a été membre de la délégation de la Société Nationale des Beaux Arts de 1901 à 1905. Le 28 octobre 1905, il est élu membre titulaire de l'Académie des Beaux-Arts en section peinture.
Il est nommé rosati d'honneur en 1902, et a été promu commandeur de la Légion d'honneur en 1910.

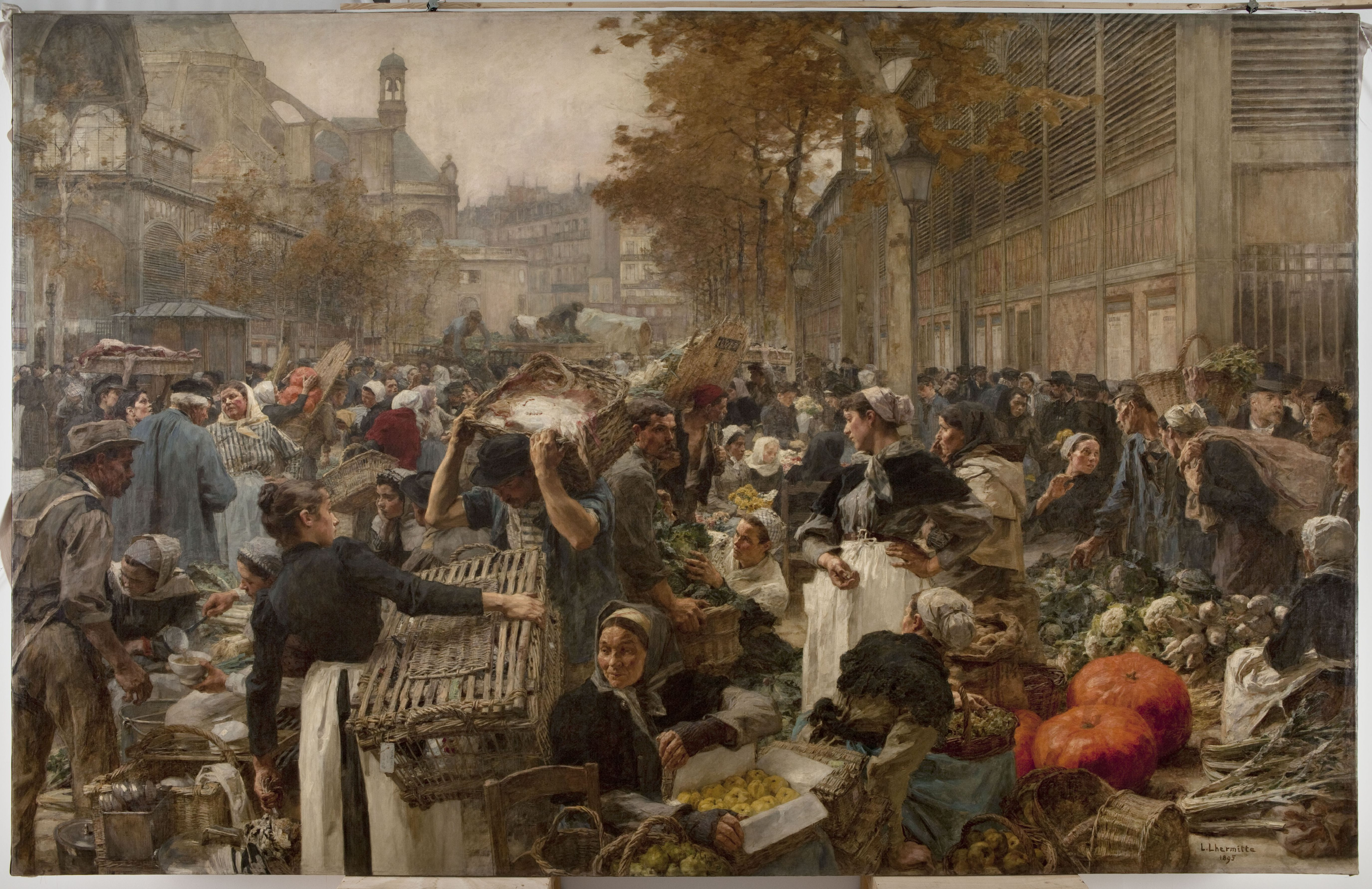
Les Halles (1895), Paris, Petit Palais.

Son tableau Les Halles,, exposé au Salon de 1895, dépeint des étals de l'ancien marché des Halles de Paris. D'abord conservé à l'hôtel de ville de Paris, il est transféré à Paris au Petit Palais à partir de 1904, puis mis à l'abri en 1942, d'abord au dépôt municipal d'Auteuil, puis à Ivry. Restauré grâce au mécénat du marché de Rungis, il est maintenant conservé au Petit Palais.
Souvent comparé au peintre Jean-François Millet, Lhermitte était apprécié de Van Gogh. Ce dernier, dans une lettre à son frère Théo, écrira notamment : « Quand je songe à Millet ou Lhermitte, je trouve l'art moderne aussi puissant que l'œuvre d'un Michel-Ange ou Rembrandt. »

## Distinctions
- Commandeur de la Légion d'honneur (1910).

## Descendance
Il est le père du neurologue et psychiatre Jean Lhermitte, et de Charles Augustin Lhermitte (1881-1945) photographe ; le grand-père du neurologue François Lhermitte et l'arrière-grand-père de l'acteur Thierry Lhermitte.

## Élèves
- Germain David-Nillet (1861-1932), élève et secrétaire.

## Œuvre

### Collections publiques
- Canada

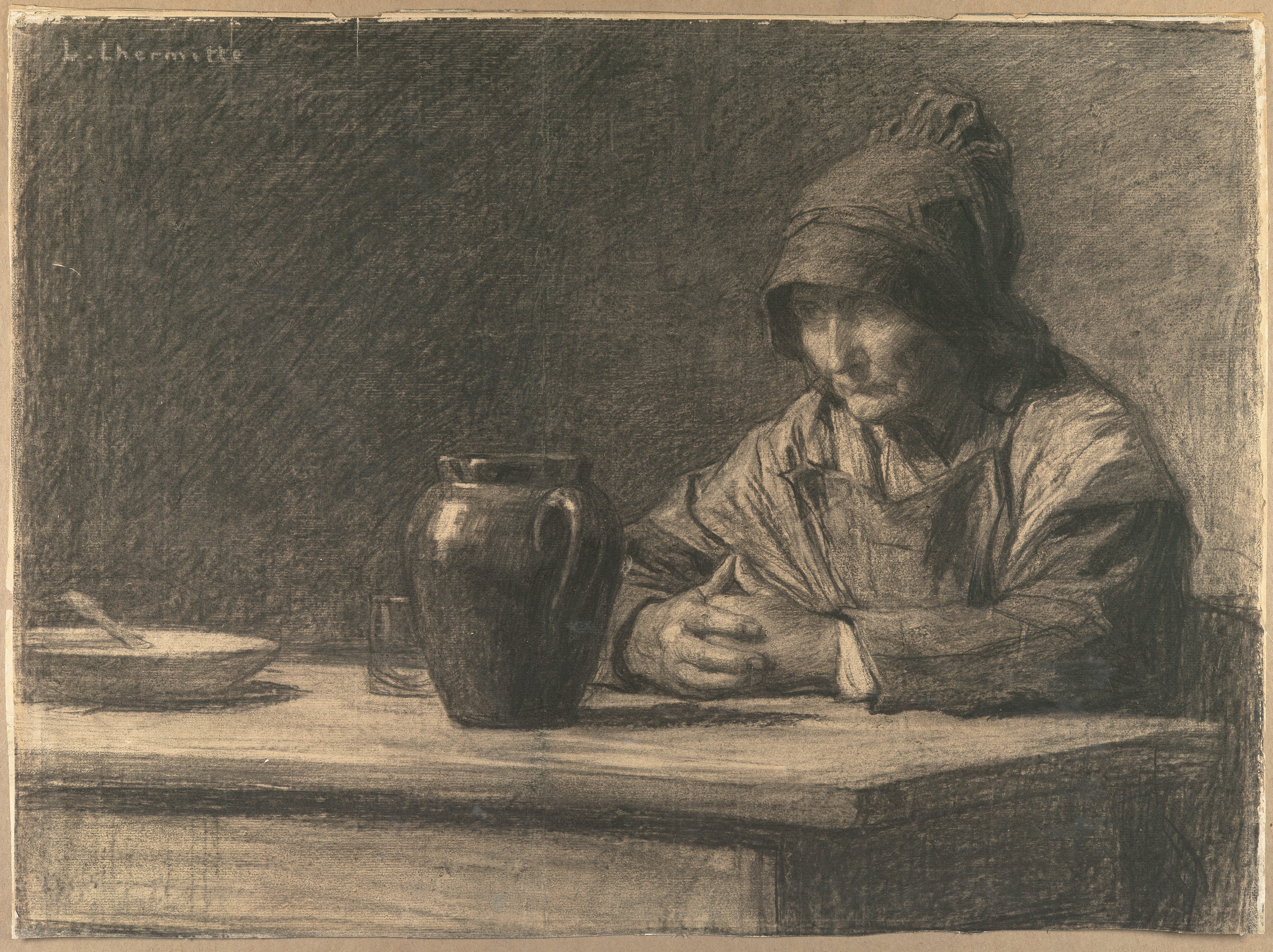
La Cruche de cidre (1874), New York, Metropolitan Museum of Art.

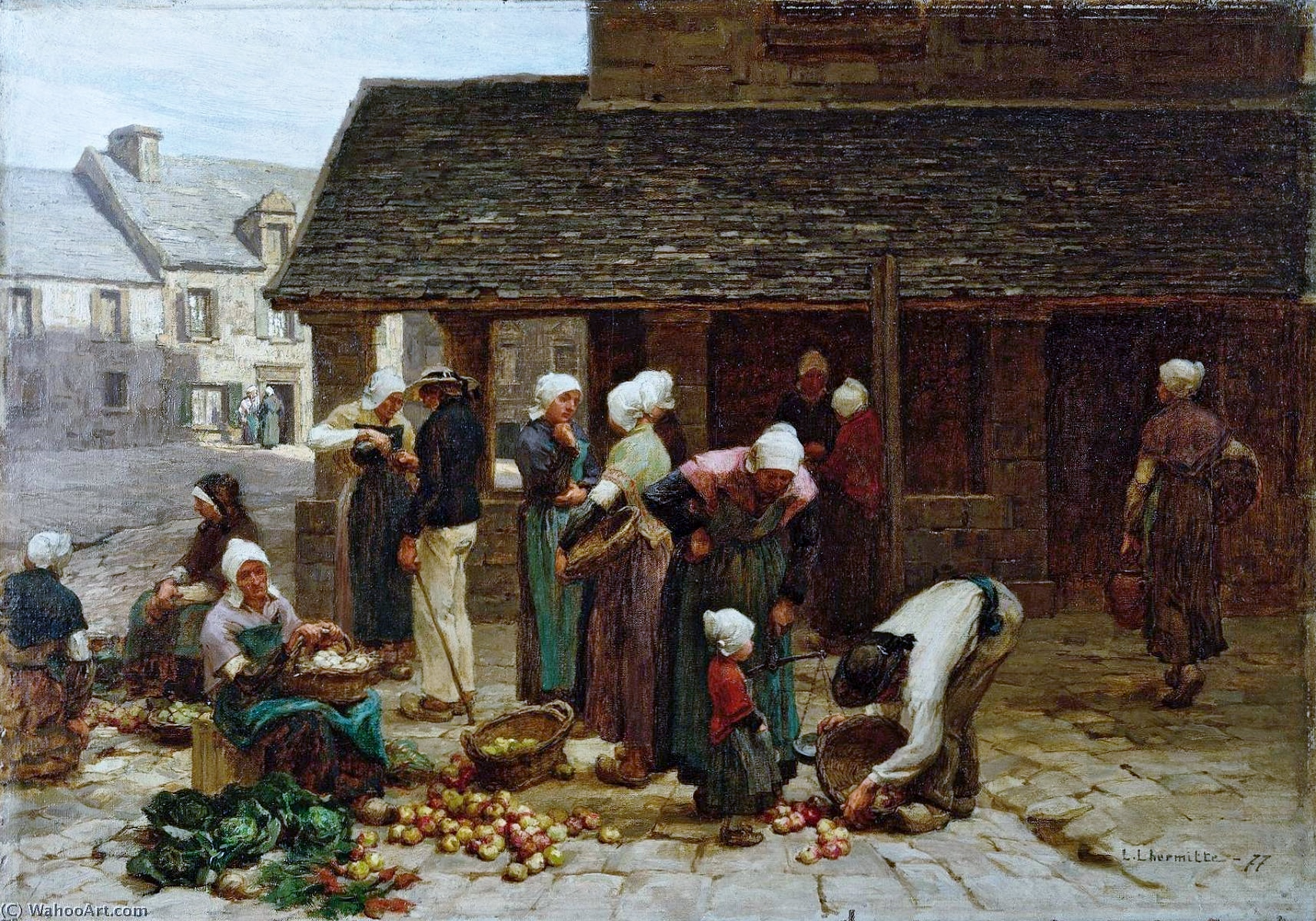
Marché lieu de Ploudalmézeau, Bretagne (1877), huile sur toile, Londres, Victoria and Albert Museum.

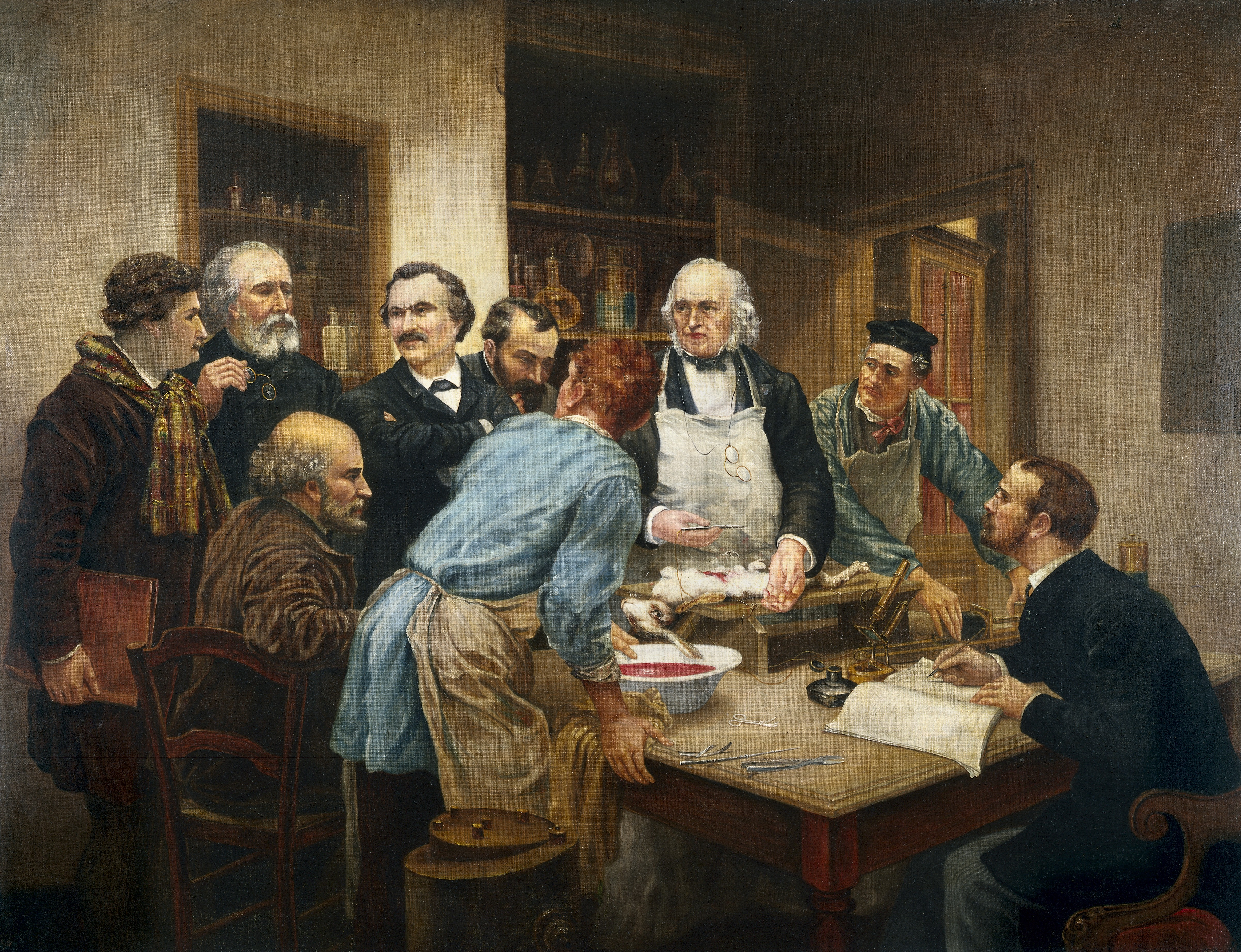
Claude Bernard dans son laboratoire faisant ses expériences de vivisection

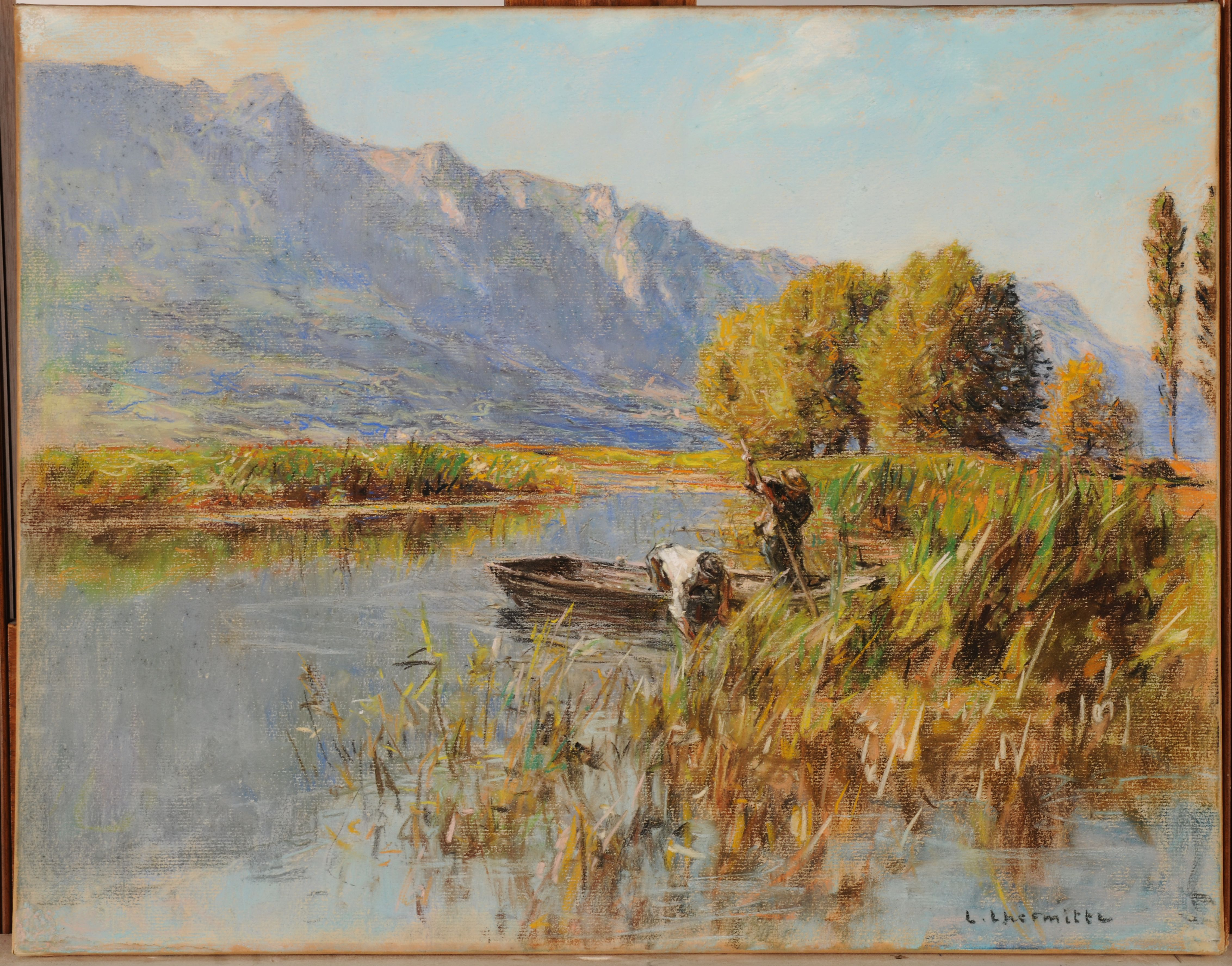
La dent du Chat au lac du Bourget, 1901, pastel sec sur papier tendu sur châssis en bois, 43,5 x 55,5 cm, musée des Beaux-Arts de Reims.

  - Québec, Musée national des beaux-arts du Québec : La Confirmation à l'église de Chartèves, 1888, pastel sur papier collé sur toile[16]
- France
  - Carcassonne, Musée des Beaux-Arts 
    - La Moisson Salon de 1874, huile sur toile

  - Château-Thierry, musée Jean de La Fontaine La mort et le bûcheron, 1893, huile sur toile[17] ;
  - Paris :
    - musée du Louvre :
      - Glaneuses, 1892, pastel[18] ;
      - Moissonneur assis, se reposant, fusain[19] ;

    - musée d'Orsay :
      - La Paye des moissonneurs, 1882, huile sur toile[20] ;
      - Moissonneurs, huile sur toile[21] ;
      - Deux baigneuses au bord d'un étang, vers 1893, huile sur toile[22] ;

    - Petit Palais : Les Halles, 1895, huile sur toile.

  - Quimper, musée départemental breton : fonds de  dessins et d'estampes.
  - Reims, musée des Beaux-Arts :
    - Avril, 1885, fusain, craies sépia et blanche avec rehauts de pastel sec noir sur papier vergé doublés d'une feuille de papier vélin crème, 78,3 x 102,4 cm[23].
    - Fin de journée, 1886, pastel sec sur papier vergé beige, 23,6 x 30,5 cm.
    - Le vin, 1885, huile sur toile, 245 x 307,8 cm[24].
    - La dent du Chat au lac du Bourget, 1901, pastel sec sur papier Ingres crème marouflé sur toile de lin tendu sur châssis en bois, 43,5 x 55,5 cm[25].
    - La moissonneuse au repos, 1886, pastel sur papier pumicif marouflé sur toile de lin, 53,5 x 46 cm.
    - Le chemin de la ferme, 1887, pastel sec fin papier vergé crème, 24,1 x 31,2 cm.
    - Le pont de Nuremberg, 1896, pastel sec épais sur papier grainé bis marouflé sur toile et tendu sur châssis en bois, 35 x 45 cm.
    - Les Couturières, 1887, fusain avec rehauts de pastels sec noir sur papier vergé ivoire, 42,8 x 32,4 cm.
    - Les Dentellières des Vosges, 1888, fusain avec rehauts de pastels sec noir sur papier vergé ivoire doublés d'une feuille de papier vélin crème, 53,7 x 62,6 cm.
    - Vieille couturière, 1892, pastel sec sur papier greige pelucheux épais marouflé sur toile de lin tendu sur châssis en bois, 44,7 x 35,1 cm.
    - À la fontaine, 1885, pastel sec sur papier Ingres crème filigrané à bords frangés, 49,1 x 44,2 cm[26].

  - Saintes, musée de l'Échevinage : La Marne, le soir, pastel[27].
- Japon
  - Tokyo, musée national de l'Art occidental : La Famille du fermier, vers 1918, huile sur toile.
- Royaume-Uni
  - Londres, Victoria and Albert Museum) : Marché lieu de Ploudalmézeau, Bretagne, 1877, huile sur toile.

### Galerie

Sélection d'œuvres de Léon Lhermitte
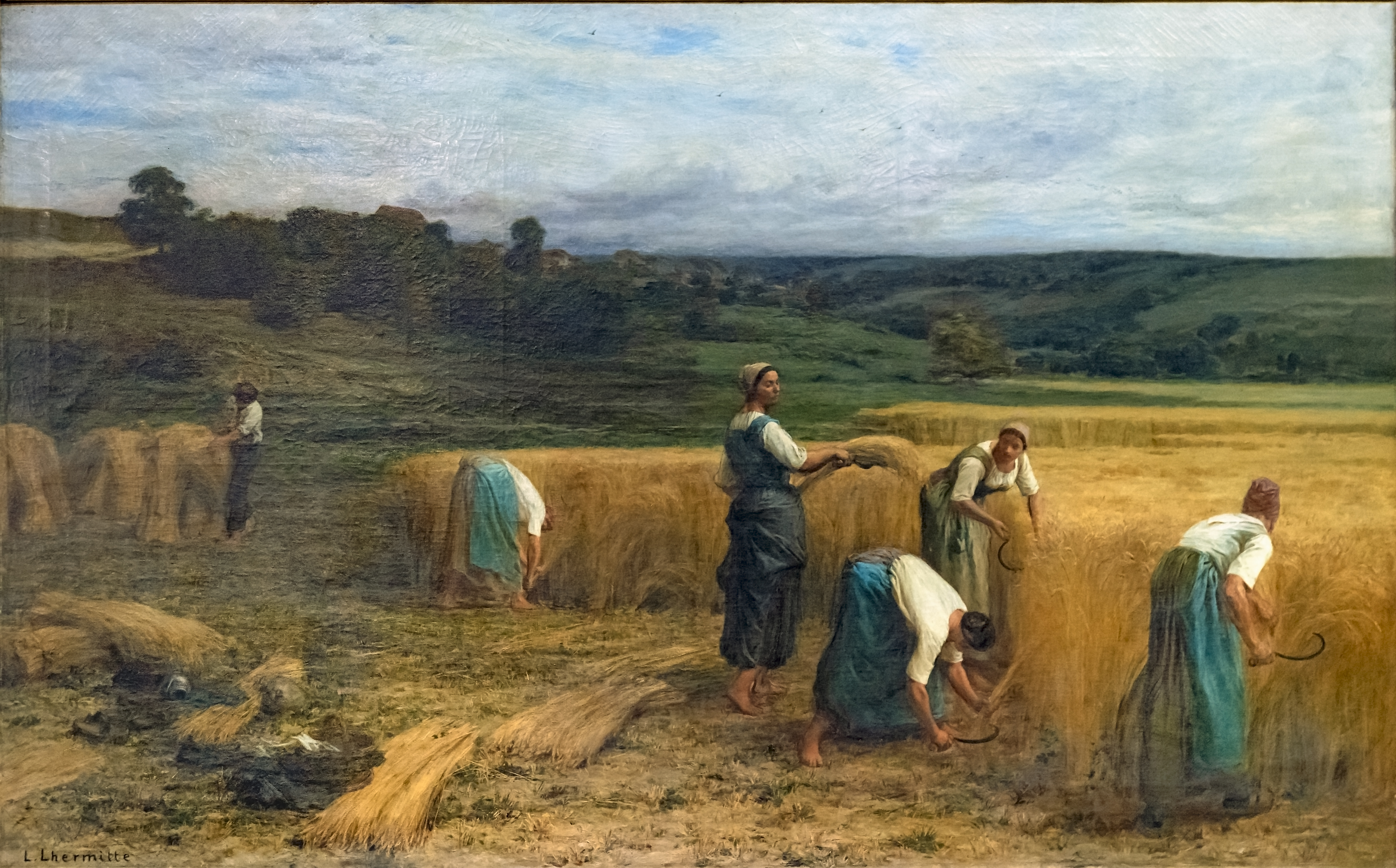
La Moisson (Salon de 1874), Musée des Beaux-Arts de Carcassonne
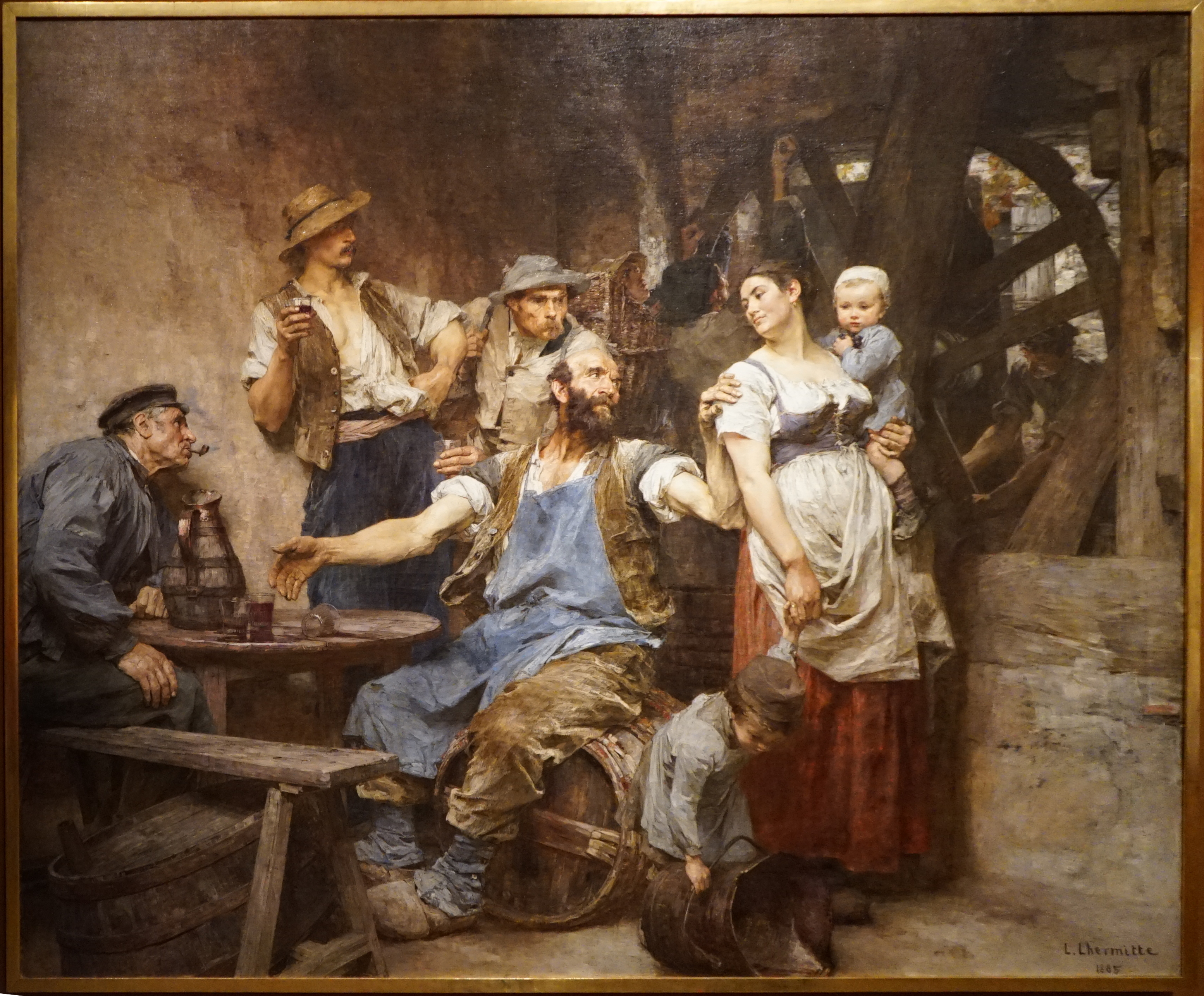
Le Vin (1885), musée des Beaux-Arts de Reims.
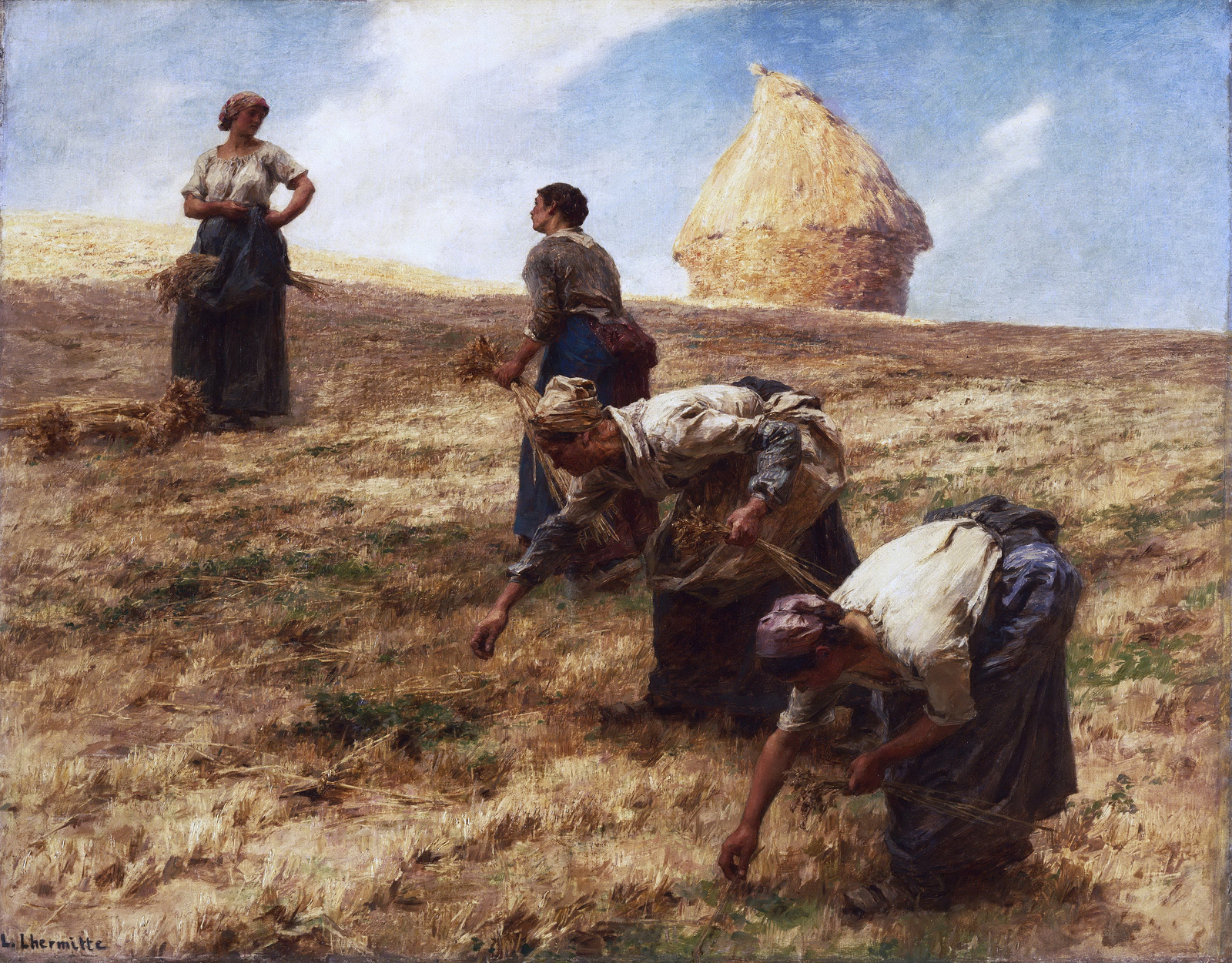
Les Glaneuses (1887), Philadelphia Museum of Art.
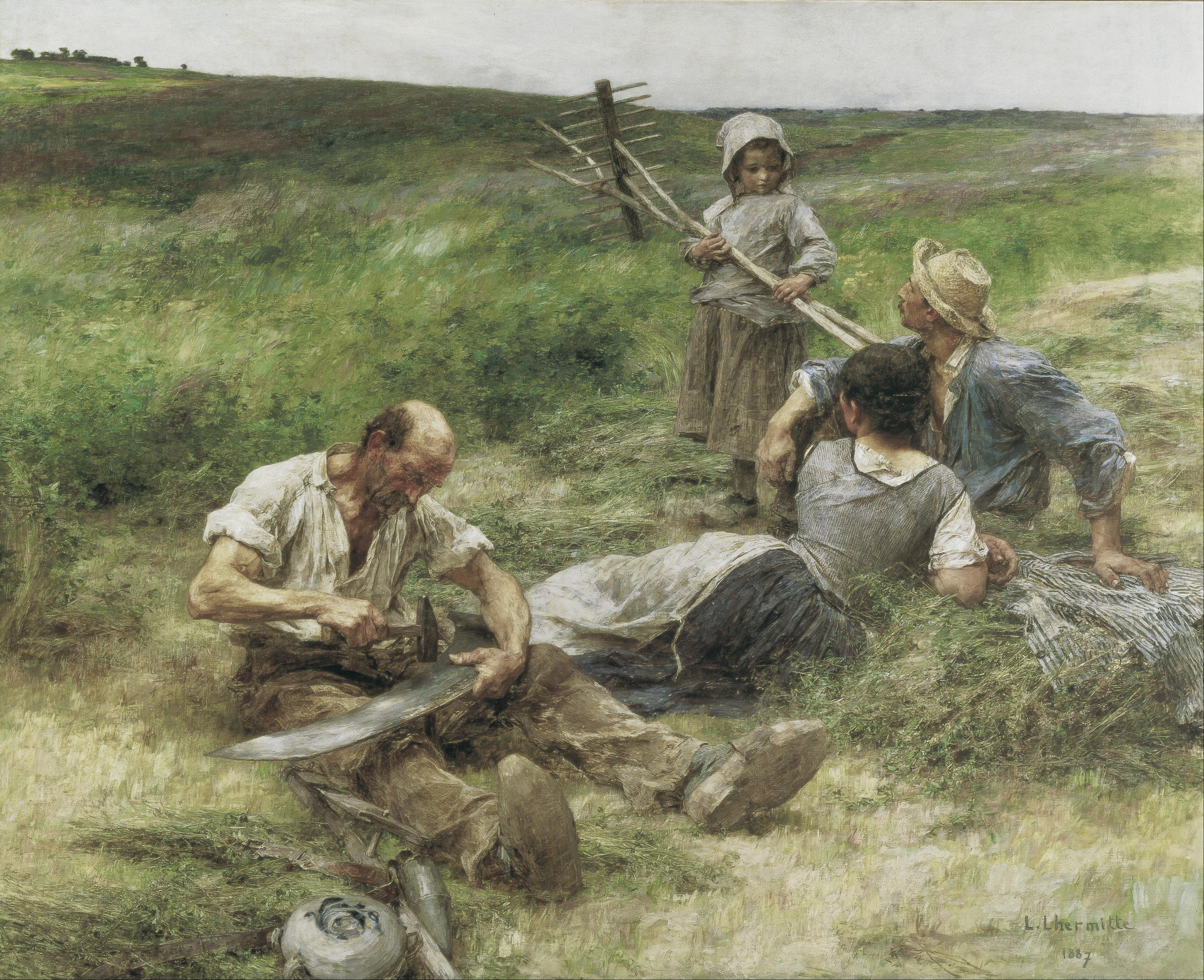
La Fenaison (1887), Amsterdam, Van Gogh Museum.
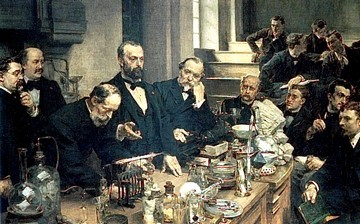
Leçon sur l’aluminium (1890), Paris, Sorbonne.
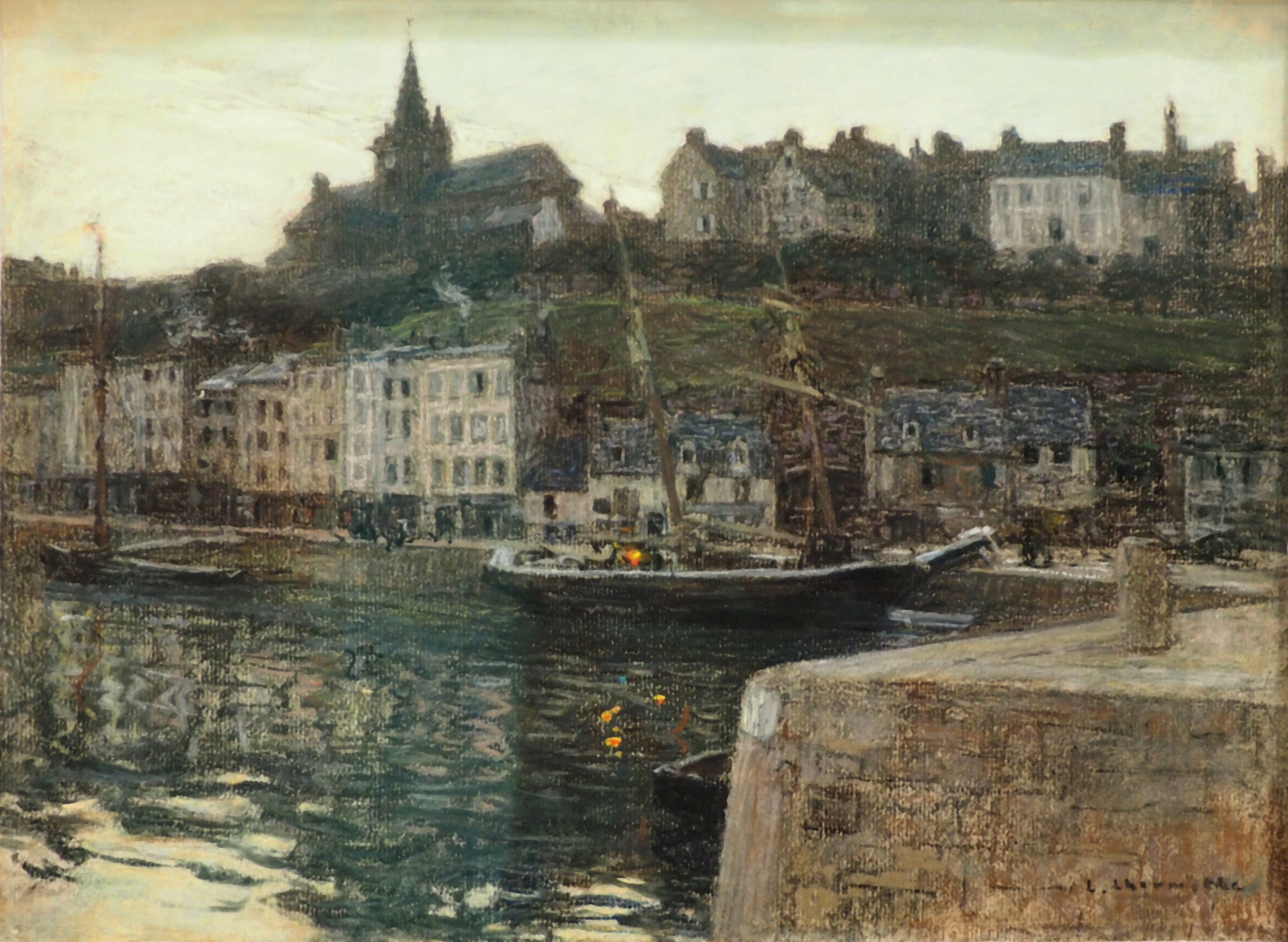
Le Port de Granville, le soir (1892), Hanovre, musée de Basse-Saxe.
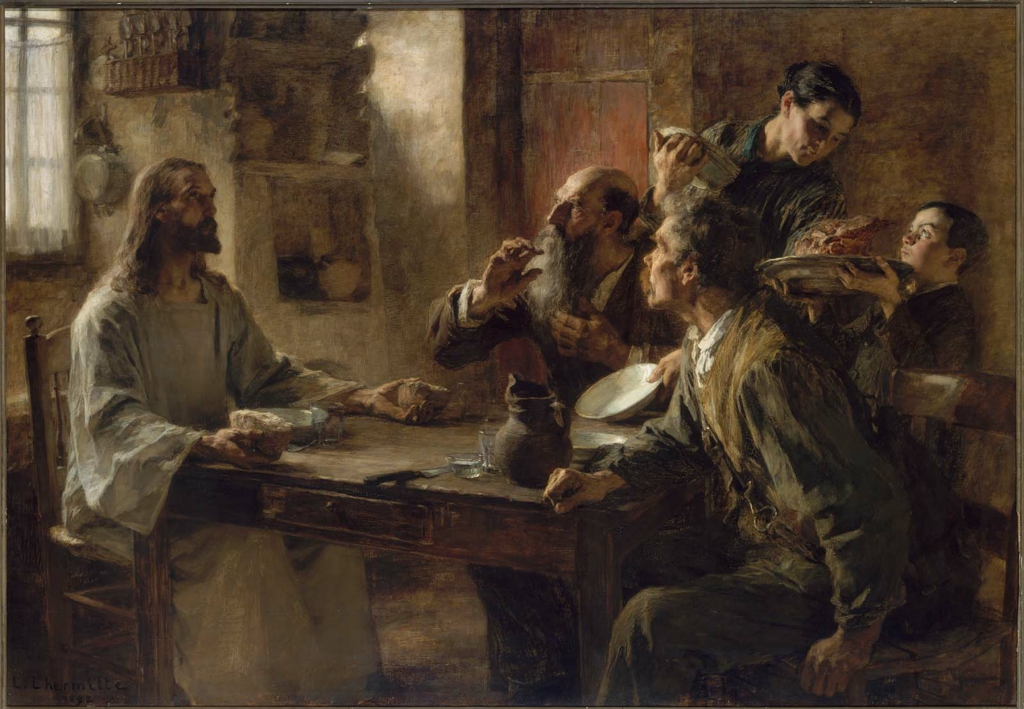
L'Ami des humbles (Le Souper à Emmaüs) (1892), musée des Beaux-Arts de Boston.
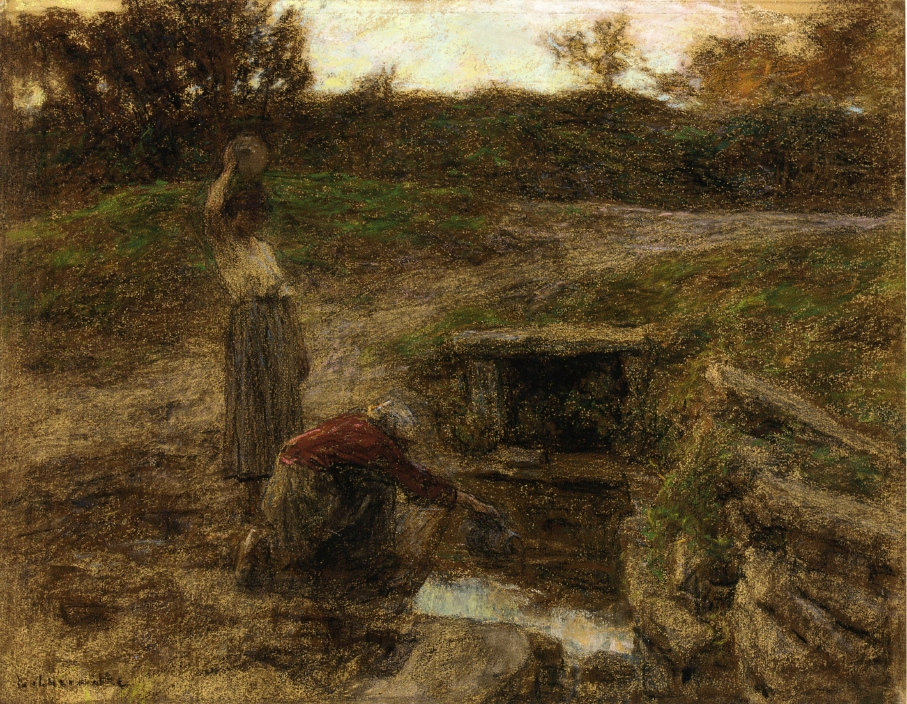
Femmes à la source (1903), Mexico, musée Soumaya.
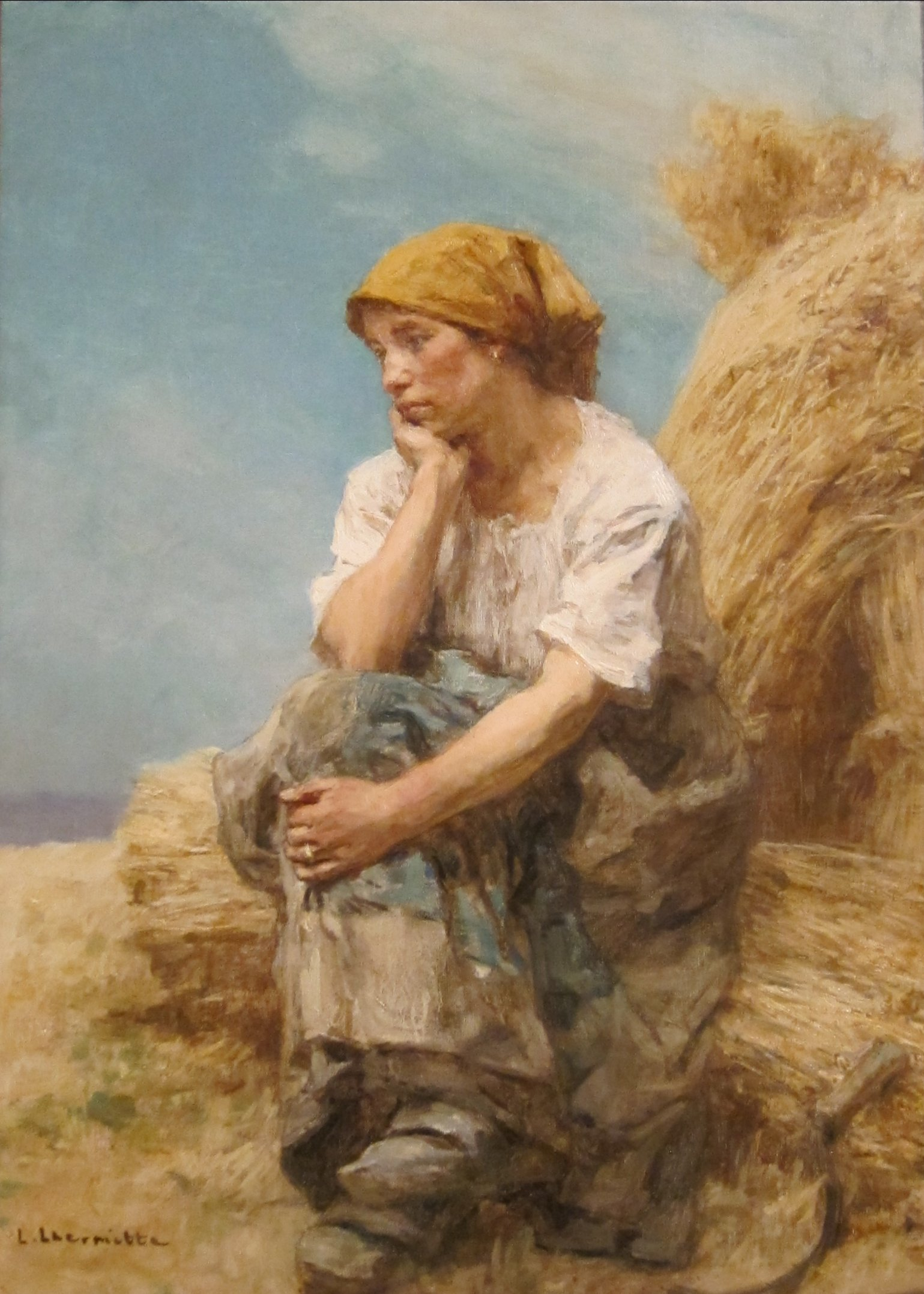
Paysanne se reposant (1903), Cincinnati Art Museum.
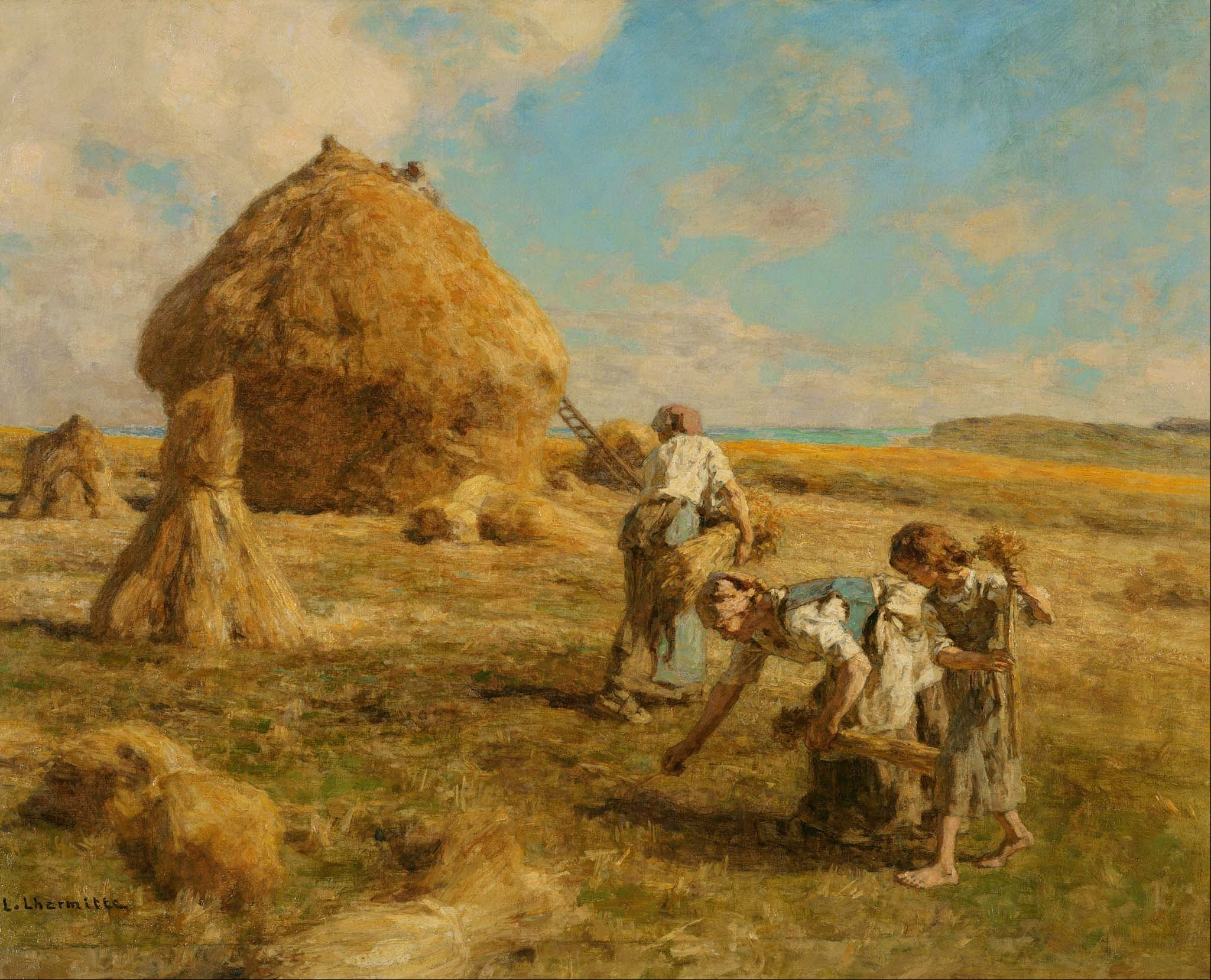
Les Glaneuses (1920), Tokyo, musée national de l'Art occidental.
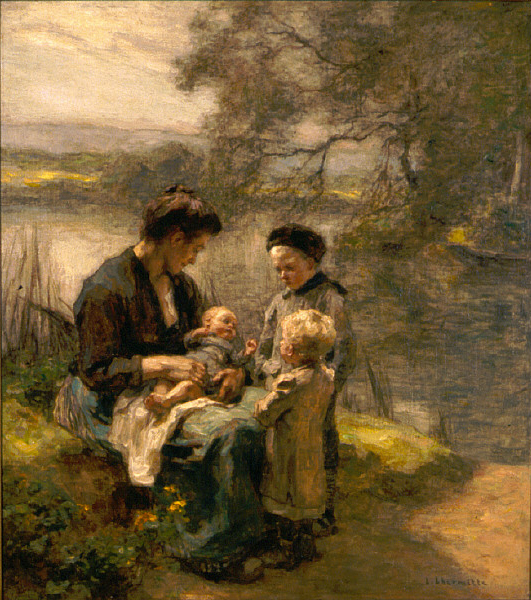
Femme avec un nourrisson et deux enfants, musée d'Art de Saint-Louis.
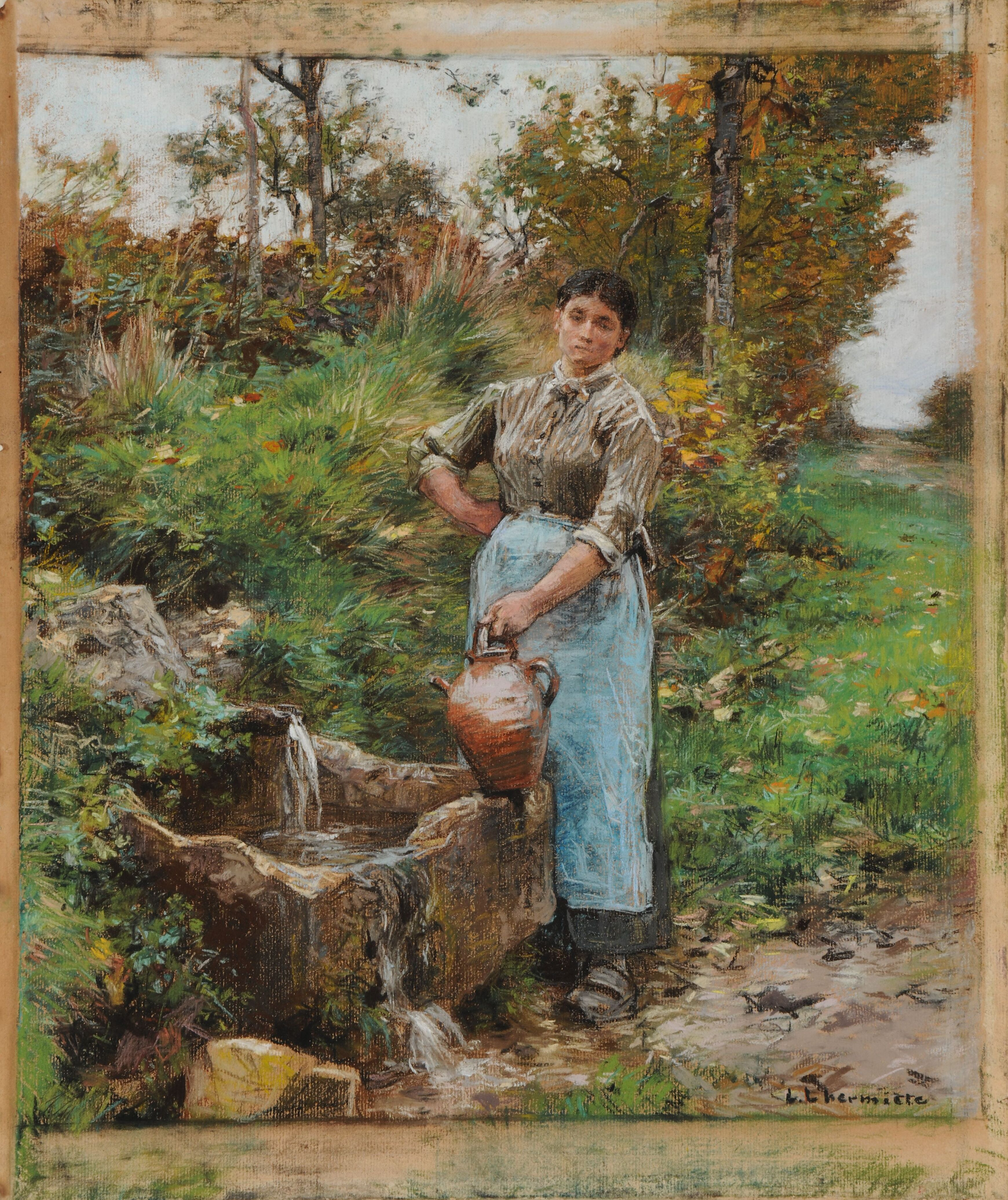
À la fontaine, 1885, musée des Beaux-Arts de Reims.

## Hommages
Le sculpteur Gaston-Auguste Schweitzer (1879-1962) est l'auteur du monument érigé à sa mémoire sur la place du village de Mont-Saint-Père.
Il existe une rue Léon-Lhermitte à Paris et à Mont-Saint-Père, son village natal.

### Iconographie
- Germain David-Nillet, Portrait de Léon Lhermitte, 1925, huile sur toile, 49 × 40 cm, Paris, musée d'Orsay (cf. notice sur musee-orsay.fr).